# Porte Marguerite-de-Navarre
Pour les articles homonymes, voir Marguerite de Navarre.
La porte Marguerite-de-Navarre est une voie située dans le 1er arrondissement de Paris, en France.

## Origine du nom

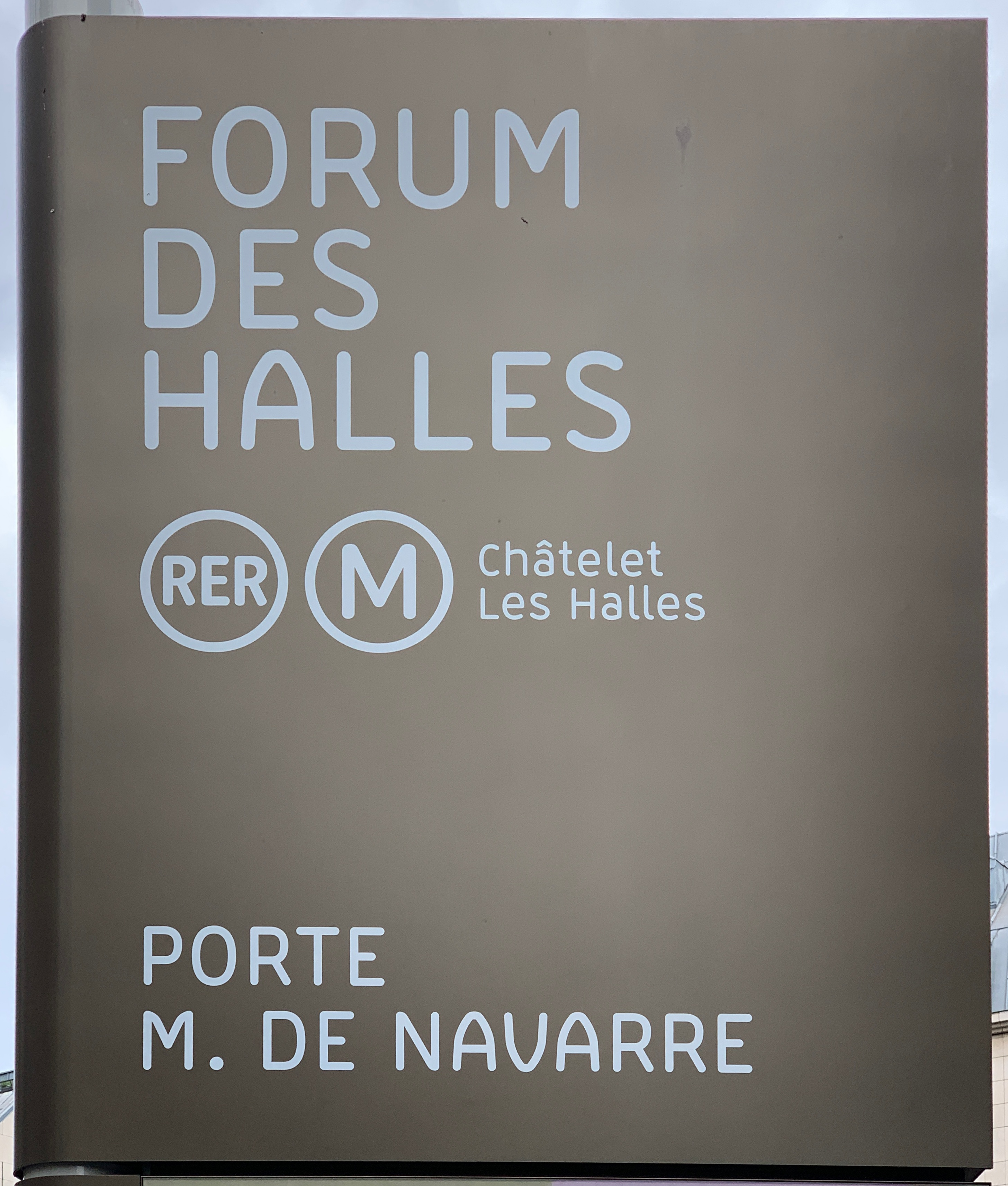
Plaque de la porte.